# Ferrari 500 TRC
 (juillet 2013).
Si vous disposez d'ouvrages ou d'articles de référence ou si vous connaissez des sites web de qualité traitant du thème abordé ici, merci de compléter l'article en donnant les références utiles à sa vérifiabilité et en les liant à la section « Notes et références ».

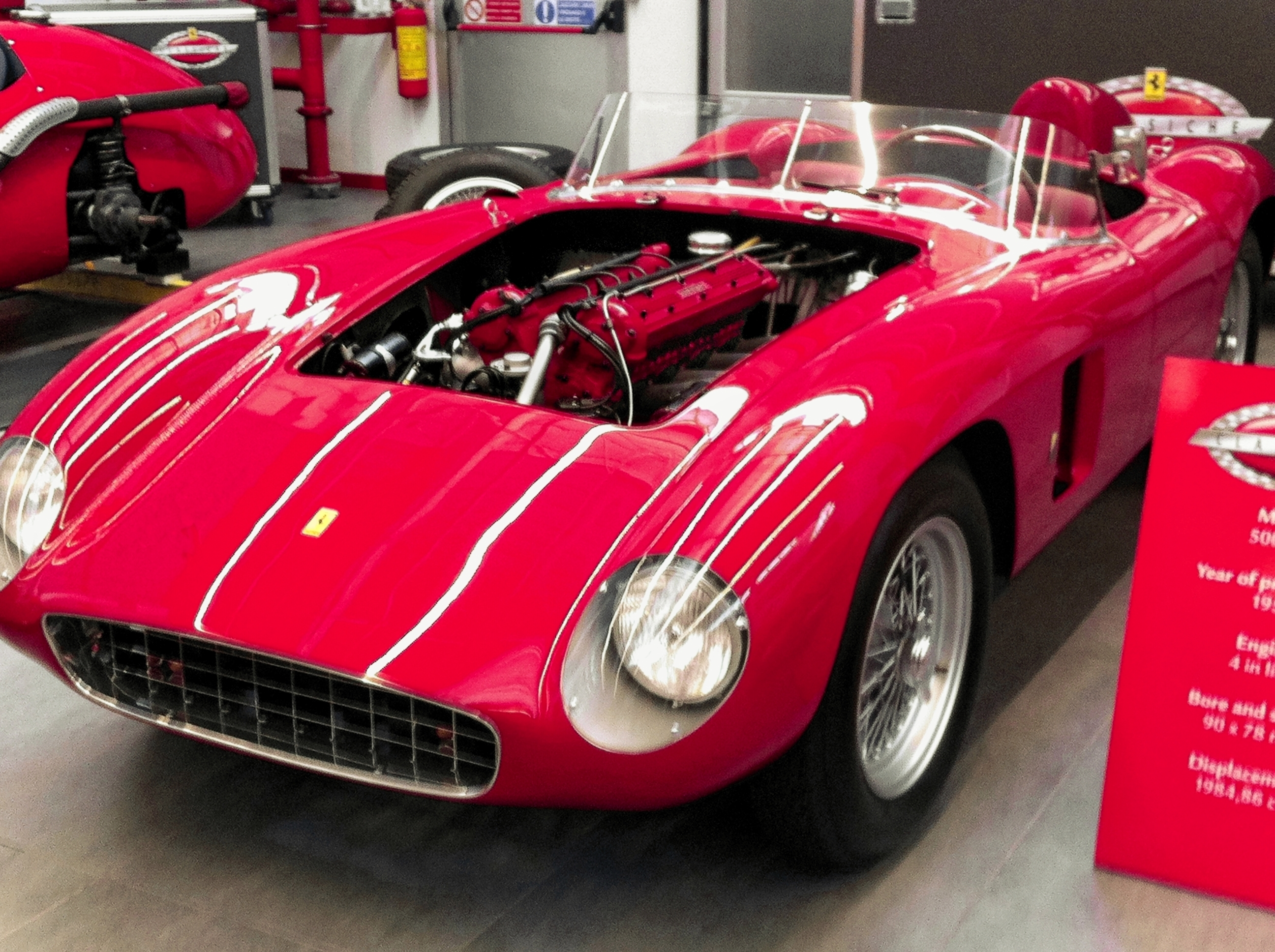
Ferrari 500 TRC.

La Ferrari 500 TRC est une automobile de la marque Ferrari, sortie en 1957 à dix-neuf exemplaires.

## Historique
Face à la menace Maserati en Grand Prix, Ferrari doit remplacer pour 1956 ses 500 Mondial par des 500 TR. De nombreuses modifications avaient été apportées comme une boite quatre accouplée au moteur, des carburateurs plus petits et des couvre-culasses peints en rouge. Pour la saison 1957, Scaglietti redessine la carrosserie de la 500 TR à cause de l’arrivée d’une annexe C dans la nouvelle réglementation. La suspension à double triangulation et ressorts hélicoïdaux est indépendante à l’avant mais à essieu rigide à l’arrière.
La construction des 500 TRC prit fin en 1957 mais on continuera de les voir courir pendant plusieurs années aux mains de clients. En 1957, la non moins célèbre 250 Testa Rossa (250 TR 58) prit la relève avec son V12 de trois litres et ses ailes détachées de la carrosserie.

## Description
La carrosserie est à mi-chemin entre les 750 et 860 Monza. Dix-neuf châssis sont habillés par Scaglietti. Sous le capot, le 4-cylindres Ferrari de 1 985 cm3 en position longitudinalement à l’avant de 190 ch à 7 400 tr/min alimenté par deux carburateurs Weber 40 DCO donnant une vitesse maxi de 260 km/h pour un poids de 680 kg. Ce furent les derniers 4-cylindres Ferrari .
Quelques modifications furent apportées au châssis mais le changement le plus important concernait la carrosserie qui recevait les aménagements exigés par le nouveau règlement. Un pare-brise sur toute la largeur, un compartiment passager aménagé avec une porte, un réservoir de carburant à l’extérieur du poste de pilotage et un toit qui ne fut jamais utilisé.
Avec le compartiment passager un peu plus bas et les bas de caisse incurvés sous la voiture, la 500 TRC est une des plus jolies voitures de sa génération.

## Titres
- SCCA National Sports Car Championship catégorie E modifiée 1956 avec Ed Lunken, puis 1958 et 1959 avec Gaston Andrey.